# María Quiteria Ramírez

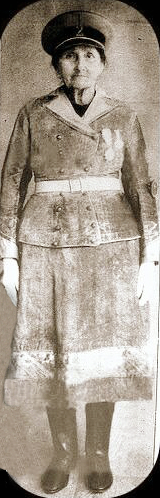
María Quiteria Ramírez Reyes

María Quiteria Ramírez Reyes (Illapel, hacia 1850-1929) fue una cantinera chilena durante la Guerra del Pacífico.

## Biografía
En 1879 bordeaba los 31 años. Se embarcó desde Los Vilos rumbo a Perú, años antes de la guerra. Allí vivió durante bastante tiempo en Iquique y siendo amiga de Irene Morales.
Se enroló como la primera cantinera del Regimiento 2.º de Línea. Bajo las órdenes de Eleuterio Ramírez, participó en la batalla de Tarapacá, donde fue capturada por los peruanos y llevada a Arica. Sus compañeros la llamaron María la Grande debido a su estatura. En prisión compartió con otros 50 compatriotas y entre ellos se hizo popular por su simpatía. Posteriormente, tras la batalla de Arica, recuperó su libertad y se reincorporó a su regimiento; tuvo un destacado papel en la batalla de Chorrillos, por su ayuda a los soldados heridos y donde incluso tomó el fusil y combatió junto a sus compañeros.
Regresó a Santiago en 1881, pero muy enferma del hígado. Los restos de María Quiteria están en la ciudad de Ovalle, donde yacen en el mausoleo de los héroes de 1879.

## Homenajes
Un barrio en su natal Illapel lleva su nombre.
La publicación del libro Participación del Choapa en la Guerra del Pacífico (1879-1884), del historiador Joel Avilez Leiva da detalles, hasta ahora desconocidos, de esta cantinera y del contexto en el cual se embarcó rumbo al norte.